# 托特·豪尔沙尼·博尔巴洛
托特·豪尔沙尼·博尔巴洛（匈牙利語：Tóth Harsányi Borbála，1946年8月8日—），匈牙利女子手球运动员。她曾代表匈牙利国家队参加1976年夏季奥林匹克运动会手球比赛，获得一枚铜牌。